# Brian Urquhart
Brian Edward Urquhart (Bridport, Dorset; 28 de febrero de 1919-Tyringham, Massachusetts; 2 de enero de 2021) fue funcionario internacional británico, autor y veterano de la Segunda Guerra Mundial. Jugó un rol significativo en la fundación de las Naciones Unidas. Se desempeñó como subsecretario general para Asuntos Políticos Especiales.

## Primeros años
Nació en Bridport, Dorset, el 28 de febrero de 1919, hijo del artista Murray McNeel Caird Urquhart (1880-1972) y la profesora Bertha Rendall (1883-1984). Su padre abandonó la familia en 1925 cuando Brian tenía seis años. Después de un tiempo en Badminton School en Bristol, donde su madre enseñaba, Urquhart ganó una beca en la Escuela de Westminster y fue a Christ Church, Oxford, antes de dejar la universidad por el estallido de la guerra.

## Servicio militar
Cuando la Segunda Guerra Mundial comenzó, Urquhart se unió el Ejército y después de un periodo de formación breve, estuvo encargado como un agente en el Regimiento Dorset. La Batalla de Francia acabó antes de que su unidad se desplegara en el Continente, y él y sus hombres fueron parte de las fuerzas de defensa costeras dentro y alrededor de Dover durante la Batalla de Inglaterra. Más tarde fue transferido a la División Airborne como un Agente de Inteligencia. Fue gravemente herido en un entrenamiento de formación en agosto de 1942, lastimándose tres vértebras en su columna baja y rompiéndose varios huesos. Fue advertido que su pérdida de movilidad podría ser permanente y pasó meses en el hospital para recuperar y renovar sus fuerzas.
Después de su recuperación, Urquhart sirvió en África del Norte y el Mediterráneo, antes de regresar a Inglaterra para participar en la planificación de las operaciones aéreas asociadas con la Operación Overlord. En otoño, como el Primer Oficial del Cuerpo de Inteligencia Aérea, apoyó la planificación para la Operación Market Garden, una ambiciosa operación aérea diseñada para tomar los puentes holandeses sobre los ríos permitiendo el avance aliado a Alemania del Norte. Sin embargo, más tarde se convenció de que el plan tenía fallas críticas e intentó persuadir a sus superiores para que modificaran o abortaran sus planes debido a información crucial obtenida del reconocimiento aéreo y la resistencia holandesa. El episodio estuvo descrito por Cornelius Ryan en su libro llamado "Market Garden", A Bridge Too Far. (En la versión fílmica, dirigida por Richard Attenborough, el personaje de Urquhart  fue rebautizado como "Mayor Fueller", para evitar confusión con el general británico Roy Urquhart, comandante de la Primera División Aérea en Arnhem) El fracaso subsiguiente de la operación y los daños colaterales que ocurrieron demostraron que Urquhart tenía razón, pero a pesar de ello, quedó profundamente deprimido por su fracaso al persuadir a sus superiores en detener la operación y pidió una transferencia fuera de las fuerzas aéreas.
Después de dejar la División Aérea, fue transferido a la Fuerza-T, una unidad responsable de buscar científicos alemanes y tecnología militar. Capturó al científico nuclear alemán Wilhelm Groth.
Fue uno de los primeros aliados en entrar al campamento de concentración Bergen-Belsen en abril de 1945. Su experiencia allí en parte le sirvió para ser implicado en los acuerdos de paz en las Naciones Unidas.

## Naciones Unidas
Fue miembro del personal diplomático británico implicado en el formación de las Naciones Unidas en 1945, asistiendo al Comité Ejecutivo de la Comisión Preparatoria de las Naciones Unidas en establecer el marco administrativo de la organización que había sido creado por la Carta de ONU. Posteriormente llegó a ser un asesor de Trygve Lie, el primer Secretario General de las Naciones Unidas. Urquhart ayudó a manejar los retos administrativos y logísticos implicados en conseguir la sede de la ONU en Nueva York. Aunque no era del agrado de Lie, Urquhart fue movido a una división menor administrativa de la ONU. Cuando Dag Hammarskjöld llegó a ser el segundo Secretario General en 1953, nombró a Urquhart como uno de su principal consultantes. Él lealmente sirvió a Hammarskjöld hasta su muerte en 1961, admirándole mucho a pesar de que nunca consiguió conocerlo muy bien a nivel personal.
Durante la Crisis de Suez en 1956 Urquhart jugó un papel crítico en crear lo que resultó ser el primer esfuerzo importante de la ONU por resolver un conflicto y hacer negociaciones de paz. Como el único asesor mayor de Hammarskjöld con experiencia militar, Urquhart tomó el liderazgo en organizar la primera Fuerza de Emergencia de la ONU, la cual estuvo diseñada para separar las fuerzas egipcias e israelíes que en ese entonces se enfrentaban en la Península de Sinaí. Para diferenciar a los pacificadores de otros soldados, la ONU hizo que sus soldados llevaran boinas azules. Cuando se dio cuenta de que se demorarían seis semanas en hacerlo, Urquhart propuso los cascos azules característicos, los cuales se podían hacer en un día al pintar uno normal.
A inicios de los años 60, Urquhart sirvió como el principal representante de la ONU en el Congo, sucediendo a su amigo Ralph Bunche. Sus esfuerzos para estabilizar la guerra del país se dificultaron por el caos creado por innumerables guerrillas. En ese entonces, fue secuestrado, brutalmente golpeado y casi asesinado por las tropas Katangese. Logró sobrevivir al persuadir a sus captores de que su muerte traería como consecuencia un ataque por las tropas Gurkha, a quienes les temían.
Se desempeñó como subsecretario general de la ONU para Asuntos Políticos Especiales desde 1972 hasta su jubilación en 1986. Como subsecretario general, las principales funciones de Urquhart fueron dirigir las fuerzas pacificadoras en Oriente Medio y Chipre, así como las negociaciones en estas dos áreas; entre otros, sus contribuciones incluían también trabajar en las negociaciones relacionadas con un tratado de paz en Namibia, negociaciones en Kashmir, Líbano y trabajar en usos pacíficos para la energía nuclear.
En su autobiografía, Una Vida en paz y Guerra (1987), su trabajo con Erskine Childers incluye varios libros de métodos que él creía que harían a las Naciones Unidas más eficaces. En Renovar el Sistema de Naciones Unidas, recomienda el establecimiento de unas Asamblea Parlamentaria de las Naciones Unidas a través del Artículo 22 de la Carta de las Naciones Unidas. Su libro Descolonización y Paz Mundial (1989) está basado en sus conferencias de paz mundial que dio  en la Escuela de Asuntos Públicos Lyndon B. Johnson en la Universidad de Texas, Austin. Los apéndices ofrecen una idea más profunda de su visión sobre el potencial pacificador de las Naciones Unidas. Incluye es sus comentarios el banquete del Premio Nobel en Noruega en 1988, ocasión donde el Premio Nobel de la Paz fue otorgado a las Fuerzas de Paz de las Naciones Unidas. También escribió biografías de Hammarskjöld y Bunche.
Urquhart murió el 2 de enero de 2021 en su casa en Tyringham, Massachusetts a los 101 años. Era descrito como no-religioso.

## Vida personal
Al momento de su muerte, Urquhart había estado casado con su segunda mujer, Lady Sidney Urquhart por 57 años. Ella murió el día después de él.

## Honores
Fue hecho Caballero Comandante de la Orden de San Miguel y San Jorge en 1986. Fue también un miembro de la Orden del Imperio británico. Recibió el Premio de Libertad del Miedo (parte de los Cuatro Premios de Libertades) en 1984, así como el Distinguido Premio al Pacifista por el Instituto Internacional de la Paz.
Para celebrar el trabajo de Urquhart en la ONU, el Premio Sir Brian Urquhart  es dado anualmente por la división de Reino Unido de las Naciones Unidas por servicio distinguido a la ONU.
Un retrato de Urquhart hecho por Philip Pearlstein se encuentra en la colección de la National Portrait Gallery, Londres.

## Conferencias
Reflexiones en las Naciones Unidas: Entrevistas de Sir Brian Urquhart por Ms. Virginia Morris, Agente Legal División de Codificación, Oficina de Asuntos Legales de Naciones Unidas en la Serie de Conferencias de las Naciones Unidas de la Biblioteca Audiovisual de Ley Internacional